# KALA
KALA（Kala Brand Music Co.）とは、アメリカ合衆国カリフォルニア州ペタルーマに本拠を置く、主にウクレレおよびギターを製造する楽器メーカーである。創業は2005年。
日本では「カラ」と発音されることが多いが、正式な読み方はKALA本社および日本代理店からは特に公表されていない。

## 概要
中国など東南アジアで製造した低価格の製品を数多くラインナップしており、アメリカ本土におけるウクレレ販売では最大のシェアとなっている。2008年に発売したU-BASS はウクレレベースを広めるきっかけとなった。
日本では2018年9月までキクタニミュージック株式会社が正規輸入代理店業務を行っていたが、同年10月より株式会社キョーリツコーポレーションへ移管された。

## 展開ブランド
- KALA : 主力となるブランド。アメリカ国外で製造された低価格製品を数多くラインナップしている。
- MAKALA : KALAよりさらに低価格なブランド。
- KALA ELITE USA : 最上位ブランド。すべてカリフォルニア州で手作りされている。
- WATERMAN & UKADELIC : プラスチック製のウクレレのブランド。
- U-BASS : ウクレレベースのブランド。